# Röthelfels

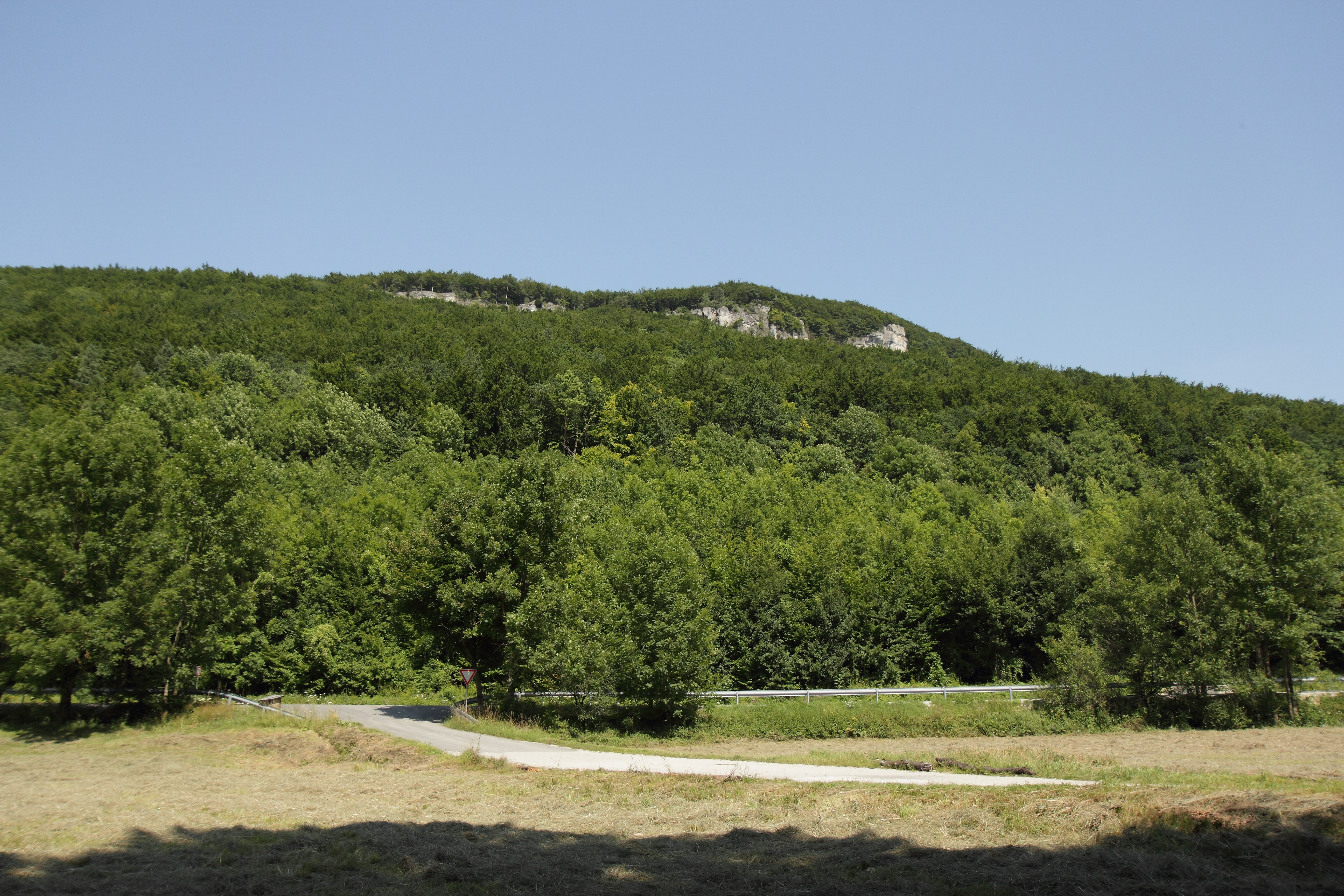
Ansicht des Felsens aus südwestlicher Richtung

Der Röthelfels, auch Rötelfels ist mit über 300 Meter Länge der größte zusammenhängende Felsriegel in der Fränkischen Schweiz. Er befindet sich in der Nähe der Orte Morschreuth und Urspring auf dem Gemeindegebiet von Ebermannstadt. Er liegt am Rand eines bis zu 575 Meter hohen Hochplateaus, das über eine durchschnittlich 25 Meter und bis zu 40 Meter hohe Felswand ins Altenbachthal abbricht. Bis zum Talfuß sind es insgesamt fast 200 Meter Höhenunterschied. Auf dem Hochplateau in der Nähe des Felsens stürzte am 28. November 1937 ein Flugzeug ab. In der Nähe der Absturzstelle befindet sich ein Gedenkstein.
Der Röthelfels ist auch ein Brutfelsen für einige seltene Vogelarten, wie z. B. Wanderfalke und Waldkauz. Während der Brut- und Aufzuchtszeit wird das Felsriff im Frühjahr zeitlich befristet gesperrt.
Unterhalb vom Röthelfels gibt es einen gekennzeichneten Parcours für Bogenschützen mit Tierattrappen.

## Klettern

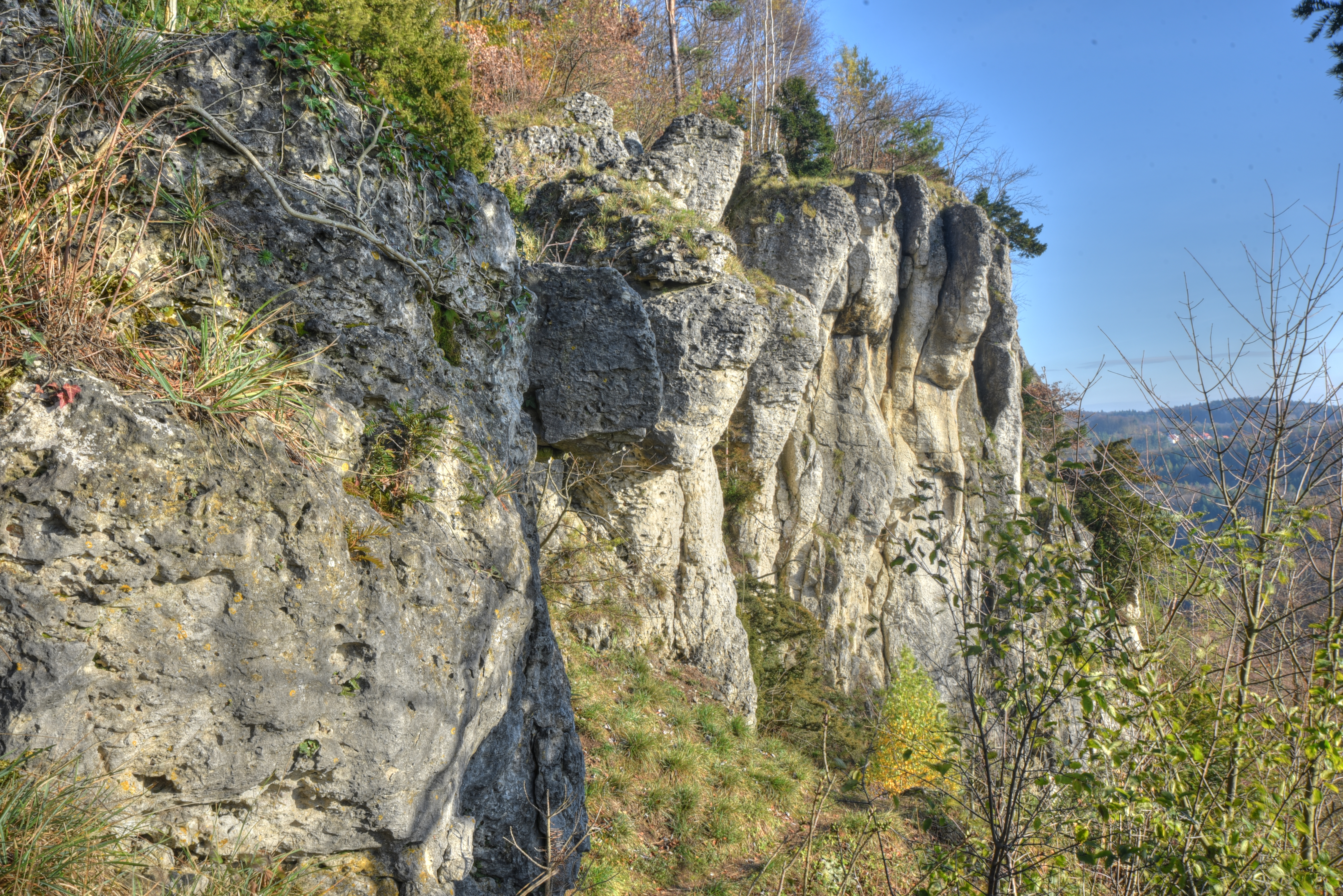
Ansicht vom Röthelfels

Der Röthelfels ist mit etwa 120 Wegen das bedeutendste Kletterziel im Klettergebiet Nördlicher Frankenjura. 1989 wurde der beliebte Kletterfels gesperrt, da er ein möglicher Wanderfalken-Brutplatz war. Die betroffenen Kletterer nahmen Verhandlungen auf und konnten erreichen, dass der Röthelfels wieder freigegeben wurde. Daraufhin gründeten die Kletterer im November 1989 mit der IG Klettern Frankenjura (heute IG Klettern Frankenjura, Fichtelgebirge und Bayerischer Wald e. V.) die erste IG Klettern Deutschlands.

Kletterei am Daniel, einem vorgelagerten Felspfeiler

Aufgrund seiner Beliebtheit und Höhe von mehr als 30 Metern ist der Röthelfels ein Einsatzschwerpunkt der umliegenden Bergwachten.

### Bedeutende Kletterwege
- Merklriß (Willy-Merkl-Gedenkweg), Erstbegeher: M. Dotzler, H. Mahr, W. Trager, P. Hormes im Jahr 1934
- Astronautenleiter, Erstbegeher E. Straßner im Jahr 1968, Technoklassiker
- Devil’s Crack, Erstbegeher Kurt Albert im Jahr 1977; in diesem Weg ließ er sich free solo mit Bierkrug ablichten
- Depotweg, Erstbegeher Kurt Albert im Jahr 1977
- Daniel-Südwand, Erstbegeher Kurt Albert im Jahr 1977
- Kleines Zebra, Erstbegeher Jürgen Kollert im Jahr 1988
- Treunsteiner Weg, Erstbegeher H. Merkel im Jahr 1935